# Maria Antonina Habsburżanka
Maria Antonina Habsburżanka (ur. 18 stycznia 1669 w Wiedniu, zm. 24 grudnia 1692 w Wiedniu) – elektorowa Bawarii, córka cesarza Leopolda I i jego pierwszej żony - Małgorzaty Teresy.
15 lipca 1685 w Wiedniu poślubiła elektora bawarskiego, Maksymiliana II Emanuela. Z małżeństwa Maksymiliana i Marii Antoniny pochodziło troje dzieci:
- Leopold Ferdynand (ur. 22 maja 1689, zm. 25 maja 1689),
- Antoni (ur. i zm. 28 listopada 1690),
- Józef Ferdynand Leopold (ur. 27 października 1692, zm. 6 lutego 1699) – książę bawarski, książę austriacki.

Gdy wiosną 1692 Maksymilian Emanuel udał się jako namiestnik Niderlandów Hiszpańskich, Antonina udała się na dwór swego ojca Leopolda. Tam w październiku 1692 urodziła trzeciego syna i zmarła dwa miesiące później w wyniku powikłań poporodowych.